# Polux
Polux é um aparelho de medição que permite verificar as condições de postes de madeira utilizados para rede elétrica e telefônica.

## Descrição
A tecnologia Polux permite realizar diagnósticos de segurança e manutenção de postes de madeira. As medições realizadas com o aparelho garantem a segurança da escala de postes por professionais técnicos e possibilitam a verificação da condição da madeira para estimação de sua vida útil restante.

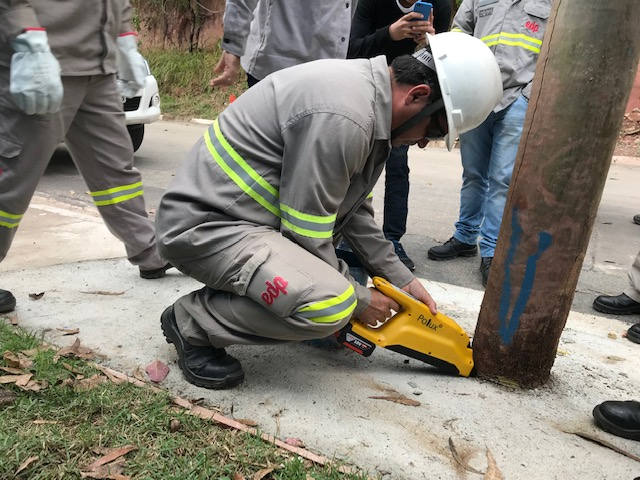
Polux test Brazil

## História
A tecnologia Polux foi desenvolvida no início dos anos 90 pelo professor Jean-Luc Sandoz, em continuidade ao Sylvatest, atendando ao pedido da EDF, que tinha a dupla problemática relacionada à segurança e vida útil de seus postes.
Em 2003, a tecnologia foi apresentada no 17º Congresso Internacional de Redes de Distribuição Elétrica em Barcelona.
Em 2017, um relatório da CGT da Orange insiste no perigo dos postes que não recebem manutenção e demonstra, com vários testes comparativos em grande escala, a contribuição científica da tecnologia Polux para aumentar a segurança na escala de postes por professionais, com base na experiência da Enedis.
A tecnologia funciona associada ao software Picus, que utiliza os dados provenientes das medições de densitometria local na linha do solo e medições higroscópicas.
Atualmente, a tecnologia Polux continua a ser desenvolvida e aprimorada no Centro de pesquisa e desenvolvimento da CBS-Lifteam.
Em sua 5ª versão, a tecnologia Polux funciona por meio de um pequeno aparelho e permite a coleta e processamento de dados de forma ágil e prática. Ademais, atualmente o aplicativo Picus pode ser baixado em smartphones.
A tecnologia Polux está presente e é empregada em diversos países, com ampla aplicação nos Estados Unidos, Canadá e Austrália.

## Premiações
- Em 2003, o Jornal Wall Street concedeu o prêmio de inovação à tecnologia Polux[17].
- Em 2006, durante o 14º Simpósio Internacional de Equipamentos de testes não-destrutivos, foram apresentados os avanços da tecnologia[18].
- Em 2011, durante o Seminário Internacional de Distribuidores de Energia Elétrica, foi apresentado o uso da tecnologia Polux na Alemanha, citando em particular a Deutsche Telekom AG como exemplo.
- Inspection of Wooden Poles in Electrical Power Distribution Networks in Southern Brazil[19]